# 佩潘斯泰尔
佩潘斯泰尔（法語：Pepinster，法語發音：[pepɛ̃stɛʁ] 或 [pəpɛ̃stɛʁ]）是比利时瓦隆大区列日省韋爾維耶區的一个市镇，位于韦斯德尔河畔，通行法语，是比利时法语社群的一部分，面积24.79平方千米，人口9,765人（2018年1月1日）。

## 地名
该地名“Pepinster”为法语名，发音为[pepɛ̃stɛʁ]（或 [pəpɛ̃stɛʁ]），《世界地名翻译大辞典》与《世界地名译名词典》误将“Pepinster”当作荷兰语名或德语名而误译作“佩平斯特”。

## 友好城市
- 法國 阿瓦隆